# Aethomyias
Aethomyias – rodzaj ptaków z podrodziny buszówek (Acanthizinae) w obrębie rodziny buszówkowatych (Acanthizidae).

## Zasięg występowania
Rodzaj obejmuje gatunki występujące na Nowej Gwinei i kilku sąsiednich wyspach.

## Morfologia
Długość ciała 9–13 cm.

## Systematyka

### Etymologia
- Aethomyias: gr. αηθης aēthēs „niezwykły, dziwny”, od negatywnego przedrostka α- a-; ηθος ēthos „zwyczaj, postać”; nowołac. myias „muchołówka”, od gr. μυια muia, μυιας muias „mucha”; πιαζω piazō „chwytać”[6].
- Microlestes: gr. μικρος mikros „mały”; λῃστης lēistēs „złodziej”, od λῃστευω lēisteuō „kraść”[7]. Gatunek typowy: Microlestes arfakianus A.B. Meyer, 1884.
- Arfakornis: góry Arfak, Nowa Gwinea; gr. ορνις ornis, ορνιθος ornithos „ptak”[8].

### Podział systematyczny
Do rodzaju należą następujące gatunki:
- Aethomyias nigrorufus (Salvadori, 1894) – solnik rdzawobrzuchy
- Aethomyias spilodera (G.R. Gray, 1859) – solnik jasnodzioby
- Aethomyias rufescens (Salvadori, 1876) – solnik czarnosterny
- Aethomyias perspicillatus (Salvadori, 1896) – solnik płowolicy
- Aethomyias papuensis (De Vis, 1894) – solnik papuaski
- Aethomyias arfakianus (Salvadori, 1876) – solnik zielonawy